# Parisian Love

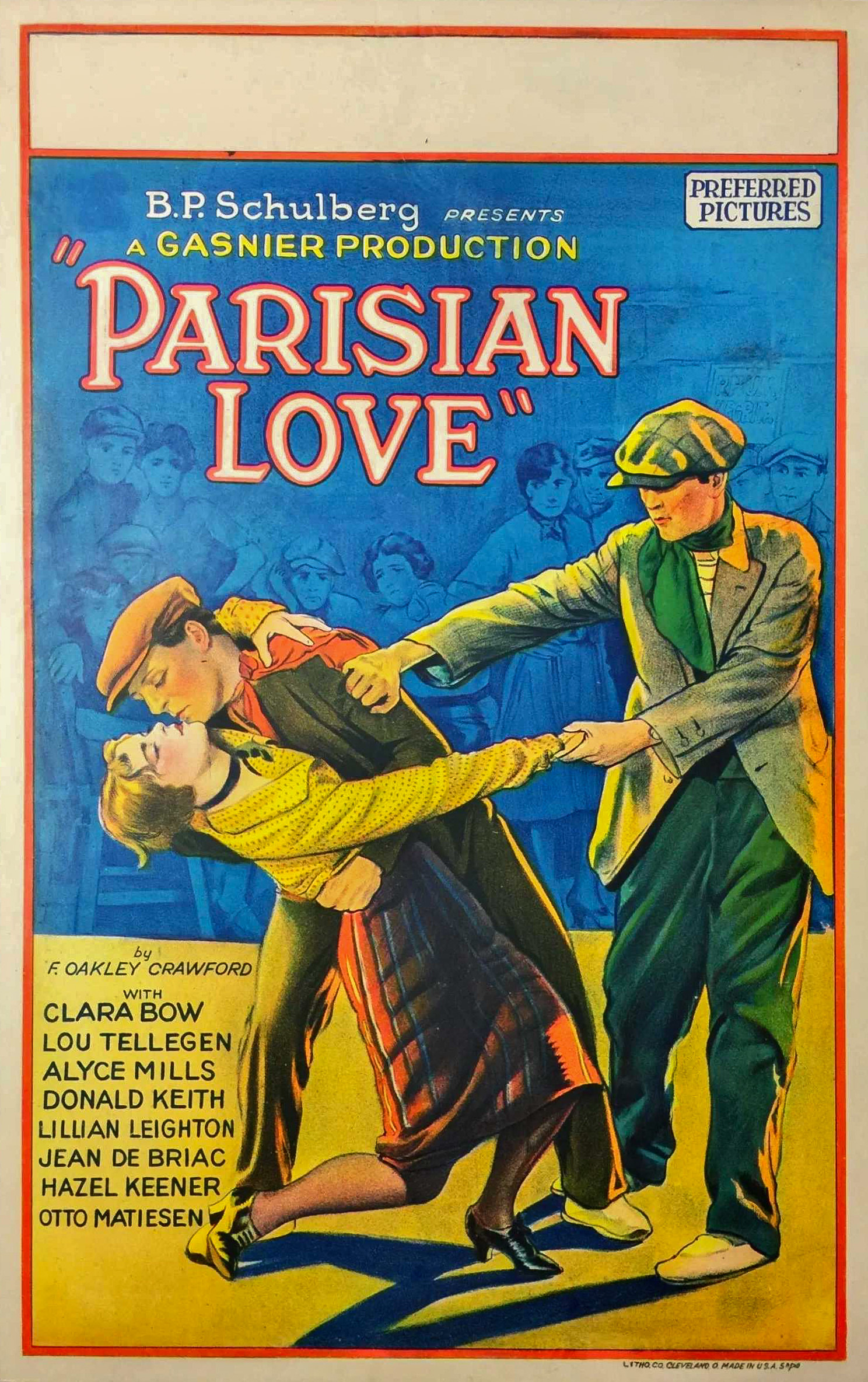
Filmplakat zu "Parisian Love"

Parisian Love ist ein stummes Kriminaldrama, das Louis J. Gasnier 1925 für B. P. Schulbergs Preferred Pictures mit Clara Bow und Donald Keith in den Hauptrollen inszenierte. Das Drehbuch hatte Lois Hutchinson nach einer Vorlage von F. Oakley Crawford geschrieben.

## Handlung
Armand und Marie sind ein Liebespaar und Mitglieder einer Pariser Bande. Zusammen mit Knifer, einem weiteren Bandenmitglied, planen sie, den reichen Wissenschaftler Pierre Marcel in seinem Haus auszurauben. Die Polizei greift ein, Marie gelingt die Flucht. Als Knifer versucht, den Wissenschaftler zu erstechen, hindert ihn Armand plötzlich daran; hierbei wird Knifer getötet und Armand verletzt. Pierre Marcel versteckt ihn daraufhin vor der Polizei, nimmt ihn bei sich auf und pflegt ihn.
Als Armand wieder gesund ist, genießt er es, von Marcel in die städtischen Gesellschaft eingeführt und mit mehreren Frauen bekannt gemacht zu werden. Marie bemerkt dies, wird eifersüchtig und will sich an Marcel rächen. Sie begegnen einander, verlieben sich und heiraten. In der Hochzeitsnacht offenbart sich Marie als Bandenmitglied, fühlt sich gerächt und kehrt zu Armand zurück. Doch ein anderes, ebenfalls in Marie verliebtes, Bandenmitglied verwundet sie mit einem Gewehrschuss.

## Hintergrund
Der Film, eine Produktion der Budd P. Schulberg Productions Ltd. wurde von Allen G. Siegler photographiert.
Er wurde am 1. August 1925 in USA uraufgeführt, am 7. Januar 1926 auch in Großbritannien. In Europa lief er auch in Dänemark, Finnland, Schweden und Portugal. In Übersee wurde er auch in Brasilien und Japan gezeigt. In Deutschland erhielt er den Titel „Lu, das Pariser Apachenmädel“.

## Rezeption
„In her pre-Paramount days, Clara Bow was shoved into some pretty dismal pictures. This aimless drama was one of the worst.“ (Janiss Garza)
Die Intimität in den Szenen, in denen Pierre Marcel den verletzten Armand bei sich aufnimmt und seine Wunden versorgt, wurden von der Kritik als Ausdruck von Homosexualität gedeutet.
Eine vom Archiv der UCLA restaurierte Fassung erschien 2002 bei Kino Lorber auf DVD.